# Alpentijloos
De Alpentijloos (Colchicum alpinum) is een overblijvende plant uit de herfsttijloosfamilie.

## Beschrijving

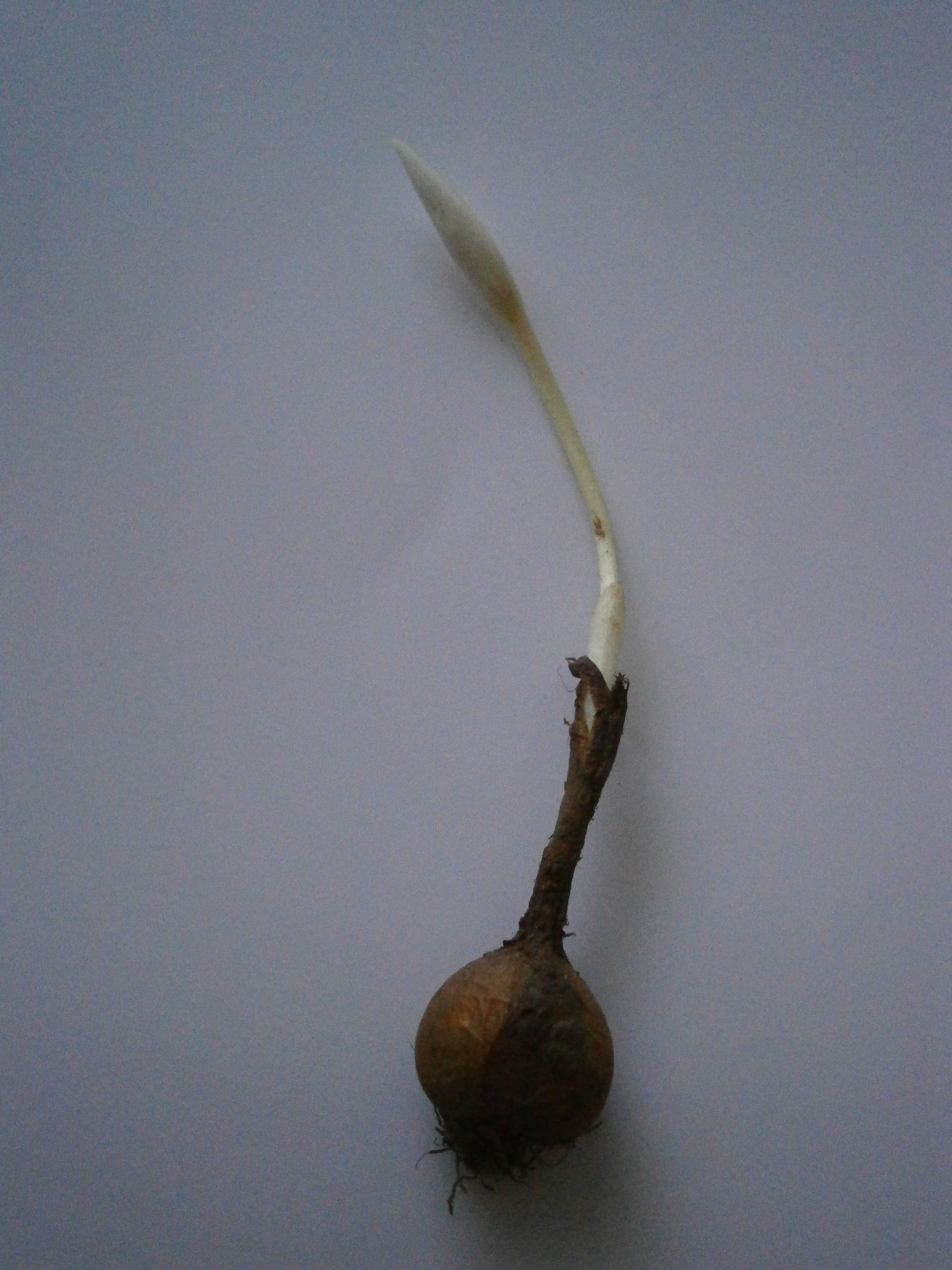
Stengelknol en bloemknop

Colchicum alpinum lijkt op een miniatuurversie van Colchicum autumnale.
Vanuit de kleine eivormige stengelknol (1 op 2 cm) komt één of een paar bloemen op een meestal smaragdgroene buis. De twee bladeren zijn 6-8 (8-15) cm lang. De plant is 6-12 (10-30) cm hoog. De bladeren zijn 0,2-1,4 (-2,2) cm breed.
De bloeitijd valt in (juli-) augustus-september.
De zes bloemdekbladeren zijn lila-roze en 2-3 cm lang. De bloemdekbladeren zijn omgekeerd eirond-lancetvormig en stomp. De 6 meeldraden zijn op dezelfde hoogte geplaatst en de rechte stijlen dragen korte, niet aflopende, knotsvormige stempels.
Bij de gewone herfsttijloos zijn drie meeldraden hoger geplaatst dan de drie andere en lopen de stempels af op de sterk gebogen stijlen.
De Alpentijloos groeit op weilanden met zure grond, op hoogten tussen de 600-1800 (-2000) meter.
In Zwitserland komt ze voor in Wallis en Ticino.
Vanuit Zwitserland loopt haar verspreidingsgebied zuidwaarts tot de Zee-alpen en de Apennijnen, Corsica en mogelijk Sardinië. De plant vindt men vrij overvloedig in de Valle d'Aosta.
Zoals alle tijlozen is de plant zeer giftig.

## Kweek
Colchicum alpinum is een "collector's plant", die moeilijk te kweken is. Ze verafschuwt kalk en bloeit niet zo geweldig in het laagland.
De verwante Colchicum corsicum uit Corsica blijkt gemakkelijker te kweken en wordt door een paar gespecialiseerde bollenkwekers aangeboden.

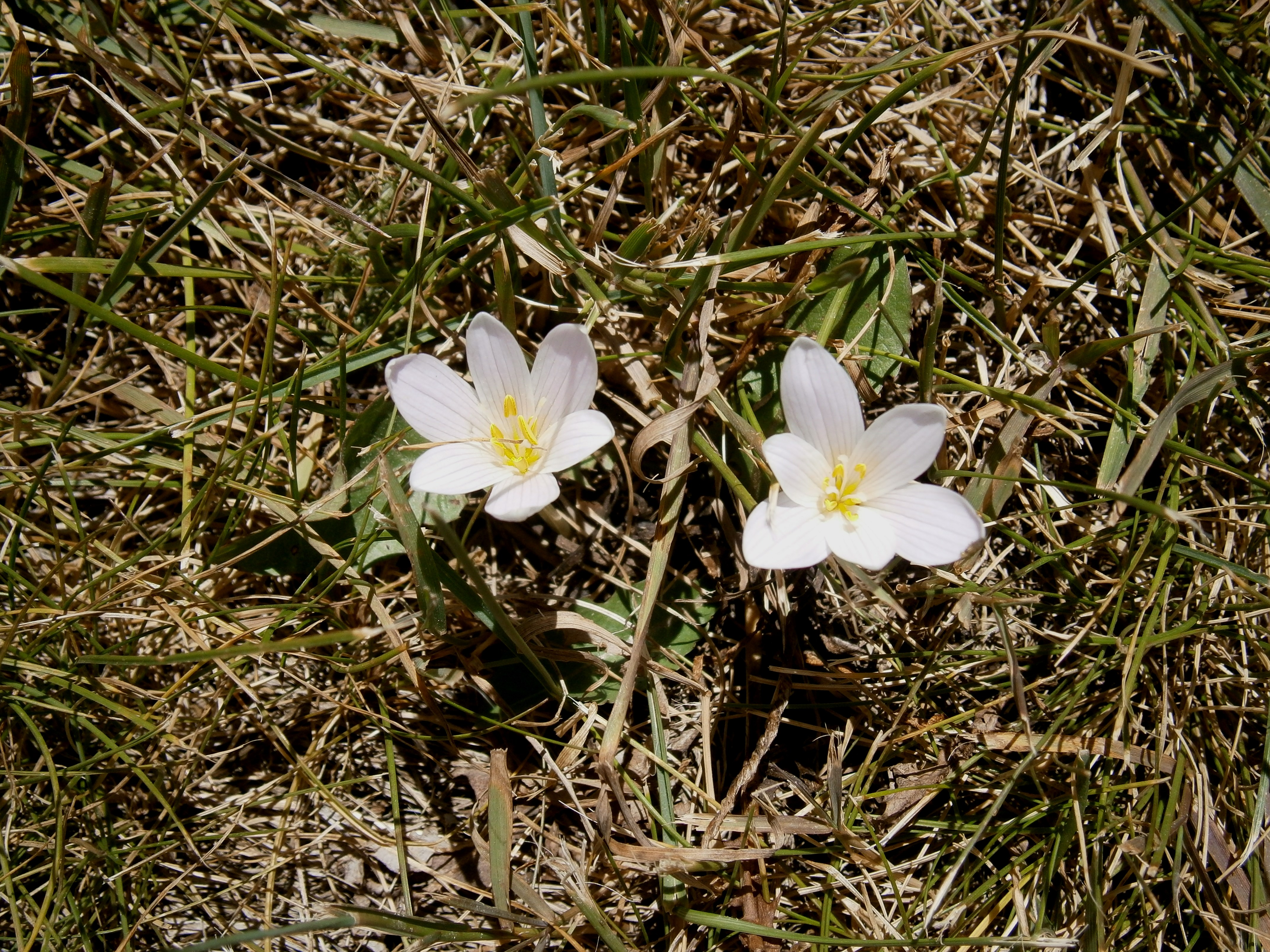
Colchicum alpinum in La Bérarde, Franse Alpen
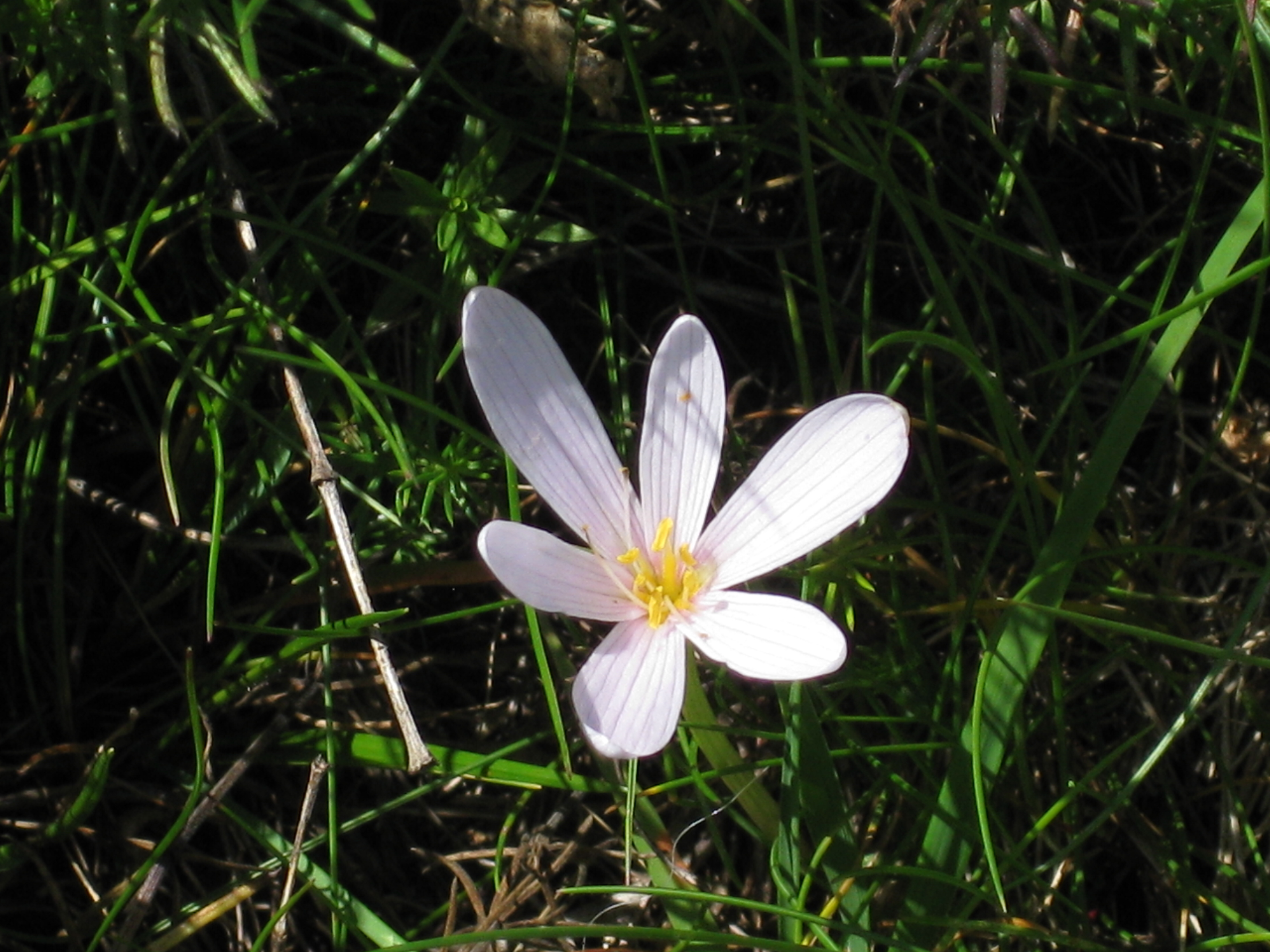
Colchicum alpinum in de Grandes Rousses, Oisans, Franse Alpen
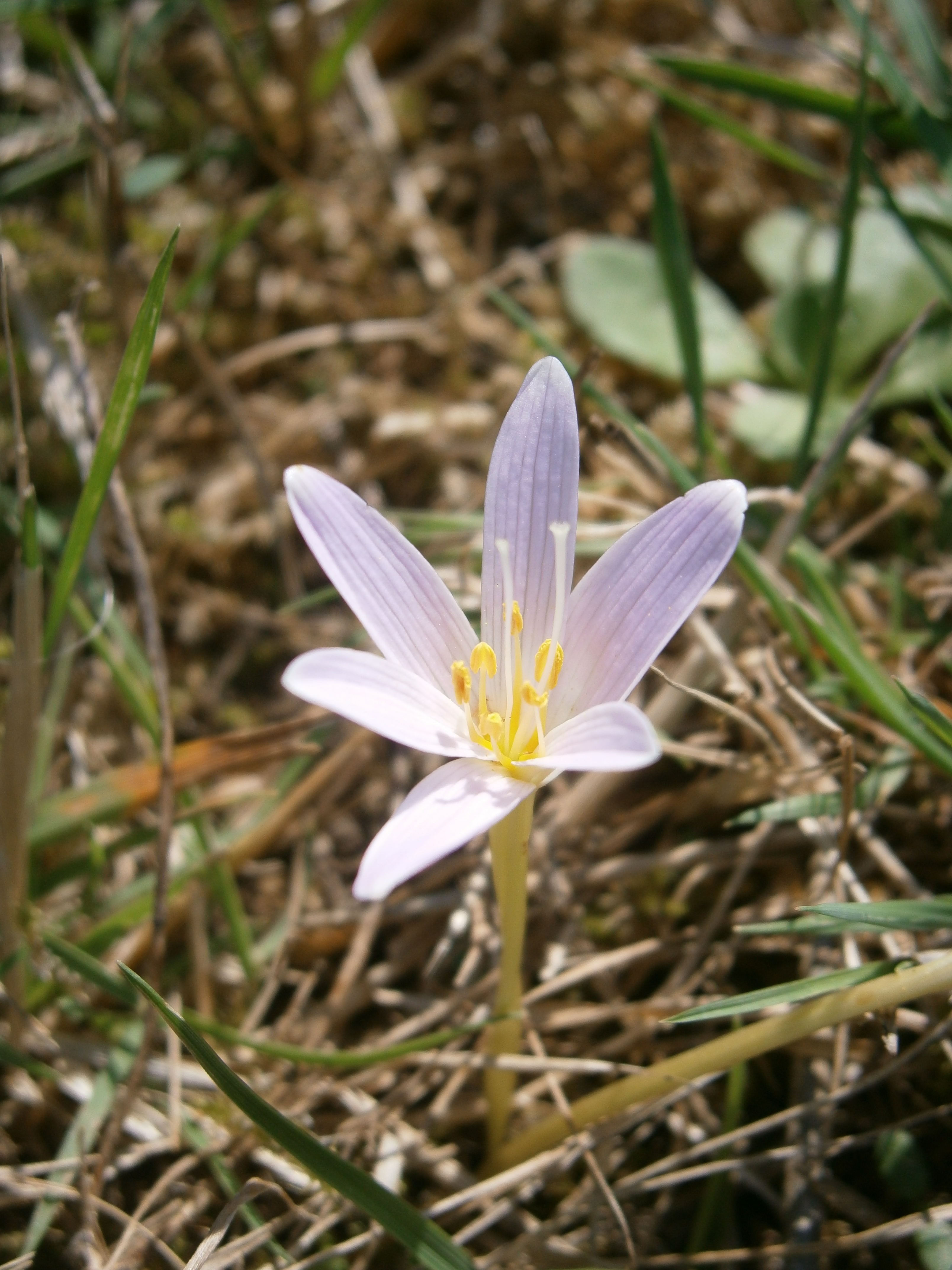
Colchicum alpinum in een "collector's" tuin
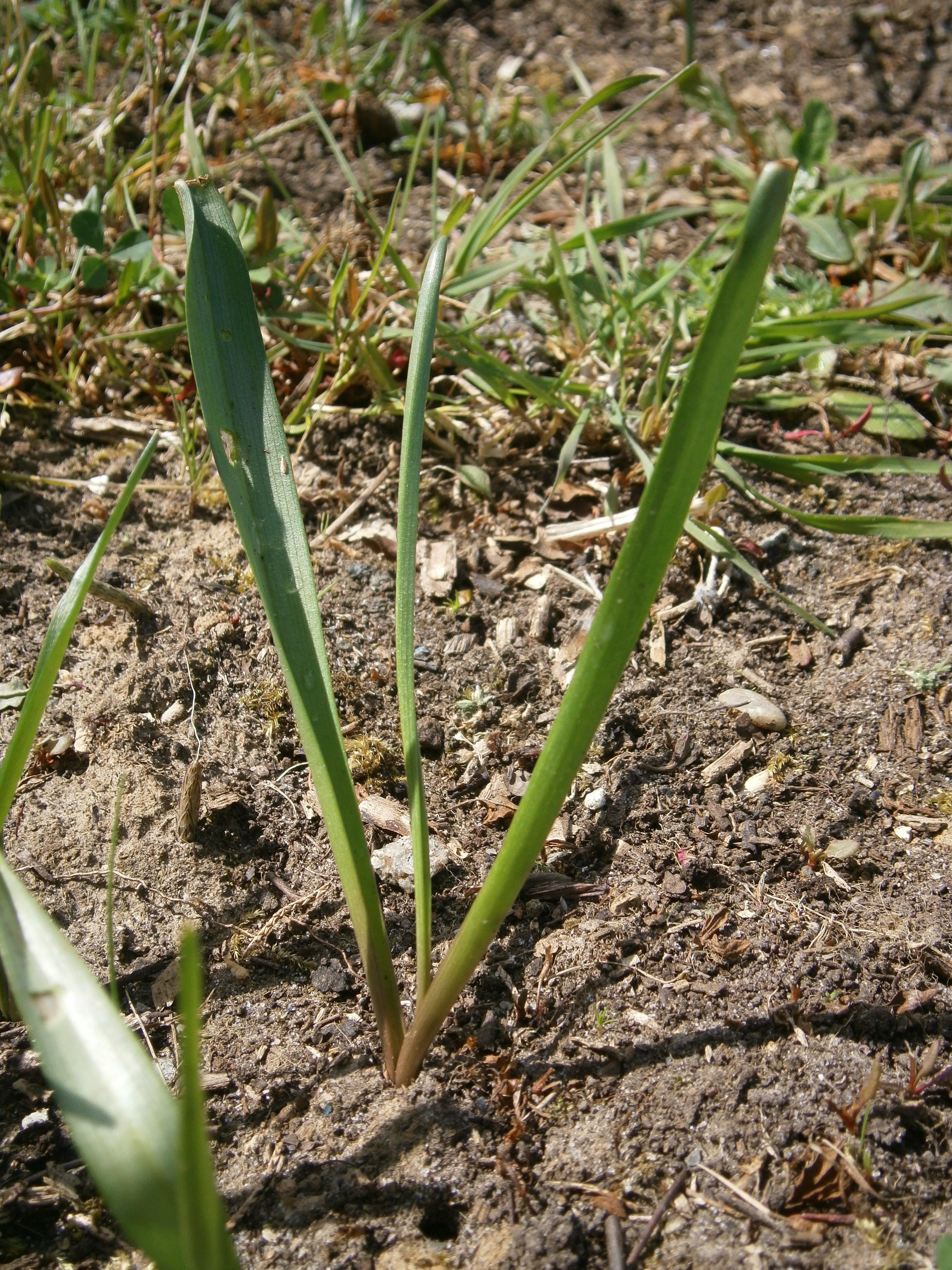
Bladeren in de lente
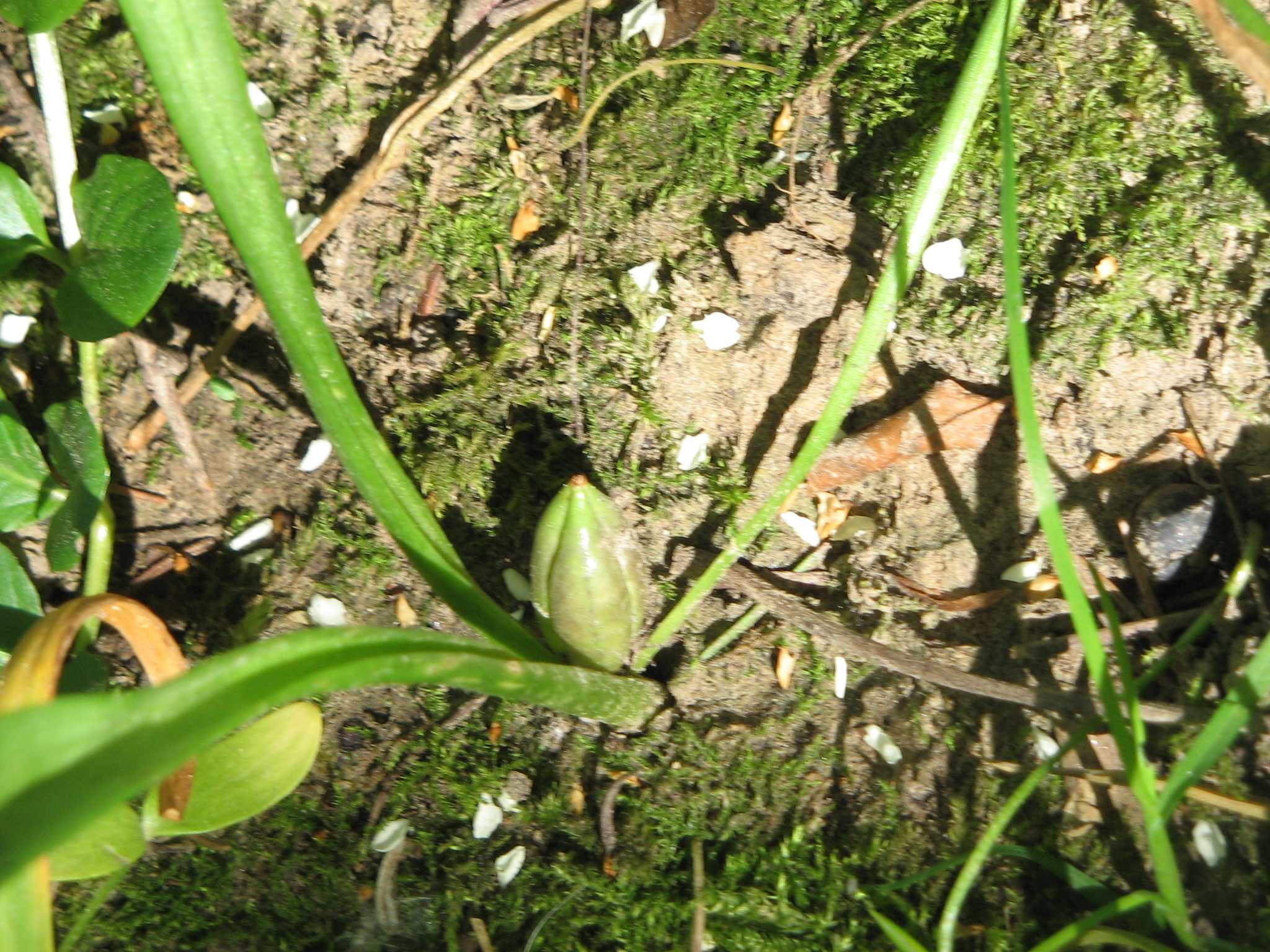
Zaaddoos